# イモータル・テクニック
イモータル・テクニック（Immortal Technique、本名: フェリペ・アンドレス・コロネル、1978年2月19日 - ）は、ペルー共和国リマ生まれ、アメリカ合衆国ニューヨーク州ニューヨーク市ハーレム出身のラッパー。

## 経歴

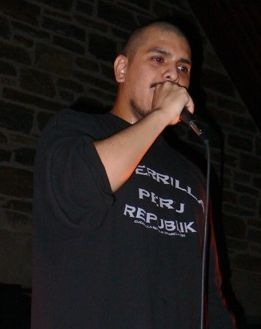
ライブでのImmortal Technique（2006年）

1978年にペルーのリマの陸軍病院で生まれ、1980年にアメリカ合衆国のニューヨーク市ハーレムへ移住した。9歳でラップを始めたものの専念することはなく、10代は多くのトラブルを引き起こしたが、ペンシルベニア州立大学に入学。しかし大学生活は上手く行かず、刑務所で時間を費やした。刑務所ではチェ・ゲバラなどのラテン系の革命家や、マルコム・Xなどの黒人革命家の生活や教えを研究し、楽曲を書くことに専念し始めた。1999年の仮釈放後はニューヨークに戻り、仕事を終えたあとの夜にラッパーたちとフリースタイル・バトルするという生活をし始め、スキルを磨いていった。
フリースタイル・バトルを重ねるうちに彼の名はアンダーグラウンドで広まったものの、メジャーレーベルでのリリースは友好的でポップすぎるとして、2001年9月に自主制作でデビューアルバム「Revolutionary Vol. 1」をリリースした。2003年にニューヨークのレーベルであるViper Records、2004年にBabygrande Recordsと契約。デビューアルバムの再発を行った。以降はViper Recordsからアルバムをリリースしている。

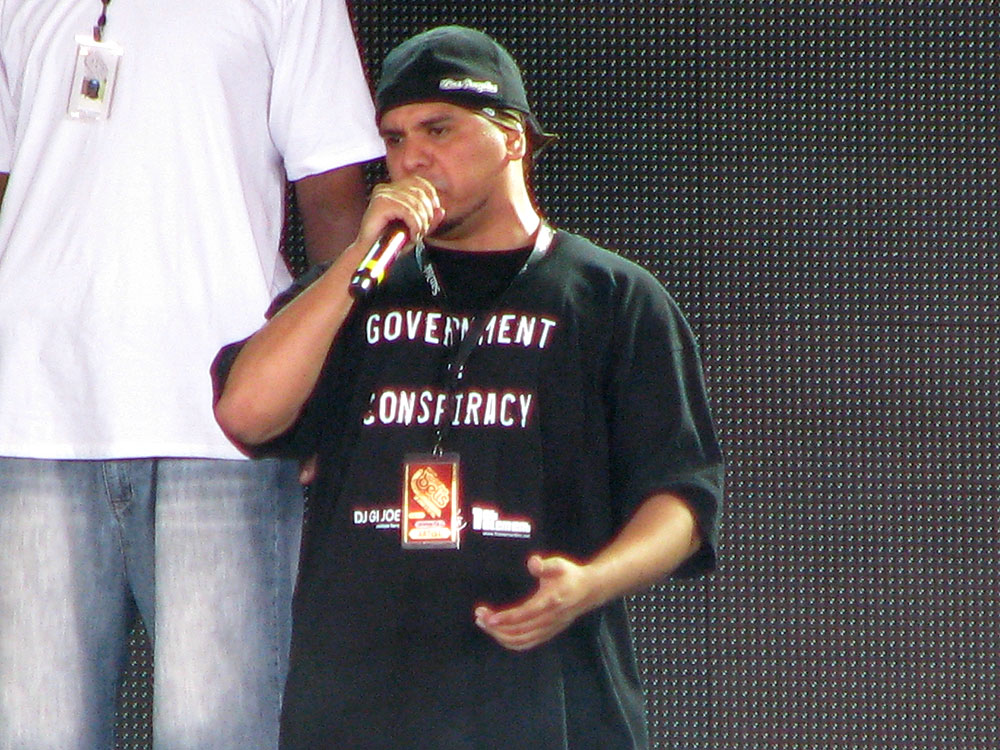
ライブでのImmortal Technique（2009年）

2011年にベストアルバム「The Martyr」をリリース。2013年には新アルバムと2枚目のベストアルバム「The Martyr 2」をリリースすることが発表された。

## ディスコグラフィー

### アルバム
|     | タイトル             | 発売日         | レーベル                                                                                              |
| 1st | Revolutionary Vol. 1 | 2001年9月14日  | ※セルフリリース Viper Records (2004年再発) Nature Sounds (2004年再発) Babygrande Records (2005年再発) |
| 2nd | Revolutionary Vol. 2 | 2003年11月18日 | Viper Records Nature Sounds (2004年再発) Babygrande Records (2005年再発)                              |
| 3rd | The 3rd World        | 2008年6月24日  | Viper Records                                                                                         |

### コンピレーション・アルバム
|     | タイトル   | 発売日         | レーベル      |
| 1st | The Martyr | 2011年10月27日 | Viper Records |

### シングル
|     | タイトル                              | 発売日 | レーベル      | 収録アルバム                            |
| 1st | Industrial Revolution                 | 2003年 | Viper Records | Revolutionary Vol. 2                    |
| 2nd | The Point of No Return                | 2004年 | Viper Records | Revolutionary Vol. 2                    |
| 3rd | Bin Laden Remix                       | 2005年 | Viper Records | -                                       |
| 4th | Caught in a Hustle                    | 2005年 | Viper Records | BAADASSSSS! Soundtrack                  |
| 5th | Stronghold Warriors (with Poison Pen) | 2007年 | Viper Records | Pick Your Poison (The Mark of the East) |
| 6th | The 3rd World                         | 2008年 | Viper Records | The 3rd World                           |
| 7th | Voices of the Voiceless (with Lowkey) | 2009年 | Viper Records | Soundtrack to the Struggle              |